# Conselho de Redenção Popular
Conselho de Redenção Popular (em inglês:  People's Redemption Council) foi um regime militar que governou a Libéria durante o início da década de 1980. Foi criado após o golpe militar de 12 de abril de 1980, no qual Samuel Doe, que serviria como presidente do Conselho, tomou o poder. Além de Doe, o Conselho contava com 17 soldados.
Marcou a primeira vez em que a Libéria seria governada por membros da maioria nativa africana e não da elite americo-liberiana. Execuções em massa de membros do antigo governo de William R. Tolbert, Jr. seguiram-se.

## História
Desde seu estabelecimento até o mês de janeiro seguinte, o secretário-geral do Conselho foi o tenente-coronel (anteriormente cabo) Fallah Varney. O emprego de Varney terminou com sua morte em um acidente automobilístico. Doe designou Abraham Kollie, o vice-presidente do RPC, como substituto de Varney, e o membro do PRC Robert Sumo assumiu o lugar de Kollie como vice-presidente.
Em agosto de 1981, Thomas Weh Syen e outros quatro membros do Conselho foram presos e executados por supostamente conspirar para assassinar Doe. O Conselho foi dissolvido após a aprovação da constituição de 1984 e substituído pela Assembleia Nacional Interina (INA) para preparar o caminho para as eleições liberianas.
Em 1985, Doe foi declarado o vencedor das controversas eleições sobre Jackson Doe, e ele consequentemente reivindicou o cargo de presidente civil. Em 1990, Doe foi morto pela Frente Independente Patriótica Nacional da Libéria liderada por Prince Johnson.